# Солієв Азізбек Махаммаджон-огли
Азізбек Махаммаджон-огли Солієв (нар. 26 листопада 1996) — узбецький борець вільного стилю, бронзовий призер чемпіонату Азії.

## Життєпис
Боротьбою почав займатися з 2007 року.
Виступав за спортивне товариство «Динамо» Ташкент. Тренер — Олім Хікматов (з 2015).

## Спортивні результати на міжнародних змаганнях

### Виступи на Чемпіонатах світу
| Змагання                        | Збірна     | Вагова категорія          | Місце |
| ------------------------------- | ---------- | ------------------------- | ----- |
| Чемпіонат світу з боротьби 2018 | Узбекистан | вільна боротьба, до 92 кг | 12    |

### Виступи на Чемпіонатах Азії
| Змагання                       | Збірна     | Вагова категорія          | Місце  |
| ------------------------------ | ---------- | ------------------------- | ------ |
| Чемпіонат Азії з боротьби 2018 | Узбекистан | вільна боротьба, до 92 кг | Бронза |
| Чемпіонат Азії з боротьби 2019 | Узбекистан | вільна боротьба, до 92 кг | 5      |

### Виступи на інших змаганнях
| Змагання                               | Збірна     | Вагова категорія          | Місце |
| -------------------------------------- | ---------- | ------------------------- | ----- |
| Турнір Г. Картозія і В. Балавадзе 2018 | Узбекистан | вільна боротьба, до 92 кг | 8     |
| Турнір Олександра Медведя 2019         | Узбекистан | вільна боротьба, до 86 кг | 12    |

### Виступи на змаганнях молодших вікових груп
| Змагання                                     | Збірна     | Вагова категорія          | Місце |
| -------------------------------------------- | ---------- | ------------------------- | ----- |
| Чемпіонат світу з боротьби серед молоді 2018 | Узбекистан | вільна боротьба, до 92 кг | 14    |